# Kankelibranchus incognitus
Kankelibranchus incognitus is een slakkensoort uit de familie van de Polyceridae. De wetenschappelijke naam van de soort is voor het eerst geldig gepubliceerd in 2005 door Ortea, Espinosa & Caballer.